# Ворона сіра
Воро́на сі́ра, або ґа́ва, (Corvus cornix L.) — вид або підвид птахів роду крук (Corvus). Часто чорну і сіру ворон розглядають як підвиди одного виду — в цьому випадку чорну ворону називають Corvus corone corone, а сіру — Corvus corone cornix. Сіра ворона була одним з багатьох видів, початково описаних Ліннеєм у його роботі 18-го століття Система природи.

## Опис

### Зовнішній вигляд
Спина, черево та боки забарвлені у сірий колір, голова, крила, хвіст та маніжка — у чорний. Крила сильні, загострені, тілобудова міцна. Тонкі довгі ноги оперені до цівки, три довгих пальці звернені вперед, один — назад. Рульові пера хвоста досить довгі. Потужний та гострий дзьоб біля основи чорний, а на кінці — сірий; на відміну від граків та галок дзьоб ворони майже на половину покритий пір'ям. Довжина тіла близько 50 см. маса тіла 460—735 грамів, розмах крил — до 1 метра, тривалість життя 35-50 років. 
Сіре з чорним забарвлення та схожі розміри має також ворона індійська, проте між видами є чітка відмінність у забарвленні у розподілі сірого та чорного пір'я на голові. Ворони індійські, що зібралися в зграї, можуть представляти проблему для людини.

### Відмінності між воронами сірою і чорною
Міжнародна група вчених вирішила загадку видоутворення у сірих і чорних ворон. Практично всі генетичні відмінності виявилися сконцентровані в невеликій частині однієї з хромосом, яка свого часу зазнала інверсії, тому при схрещуванні вона не рекомбінує з гомологічними ділянками близькоспоріднених видів. На інвертованій ділянці зібрані гени забарвлення оперення тулуба, гени зорового сприйняття і гени гормональної регуляції поведінки — цього виявилося достатньо для формування та підтримки видової індивідуальності. 

### Голос
Голос — різні модифікації каркання, найчастіше хрипле «карр» з закритим звуком у кінці. Ворони також співають, видаючи неголосні звуки, схожі на цвірінчання. Деякі птахи вміло копіюють голоси інших пернатих або повторюють звуки, що десь почули. По землі пересувається широкими кроками, у випадку небезпеки починає стрибати. Поза гніздовим сезоном сірі ворони живуть у великих зграях, нерідко в компанії з іншими пернатими — найчастіше з граками або галками.

## Розповсюдження
Широко розповсюджена в Центральній і Східній Європі, Азії і Єгипті, Західному Сибіру, та на Близькому Сході. У Європі ареал її проживання простягається із заходу на схід від Данії, Східної Німеччини, Чехії та Австрії. Сірі ворони водяться також в Ірландії, Шотландії, на Скандинавському півострові, а також на південь від Альп. Типове життєве середовище — це, головним чином, відкрита сільська місцевість, узлісся та міські парки, міста та приміські зони. Сіра ворона звичайна на всій території України.

## Гніздування

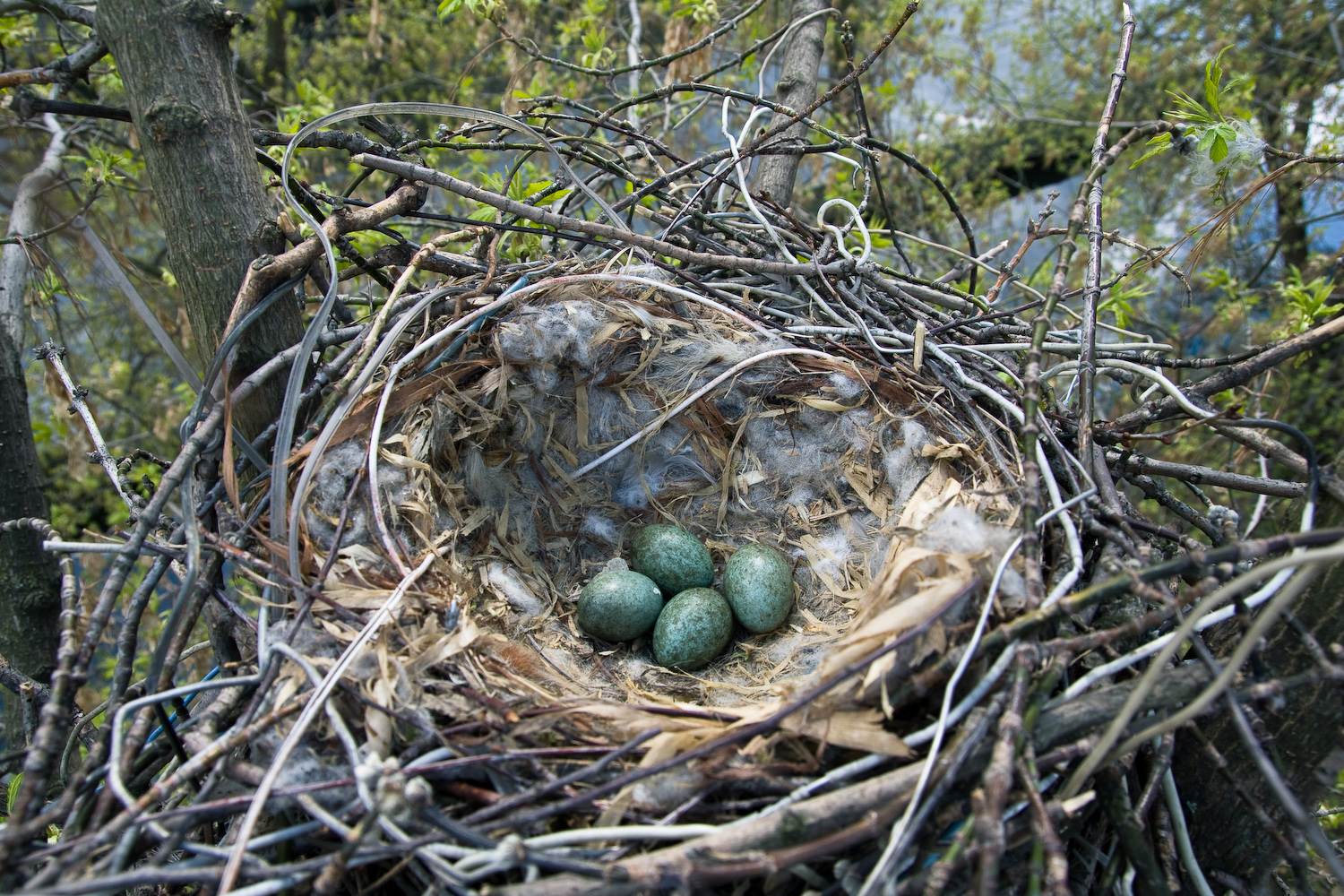
Гніздо сірої ворони у місті

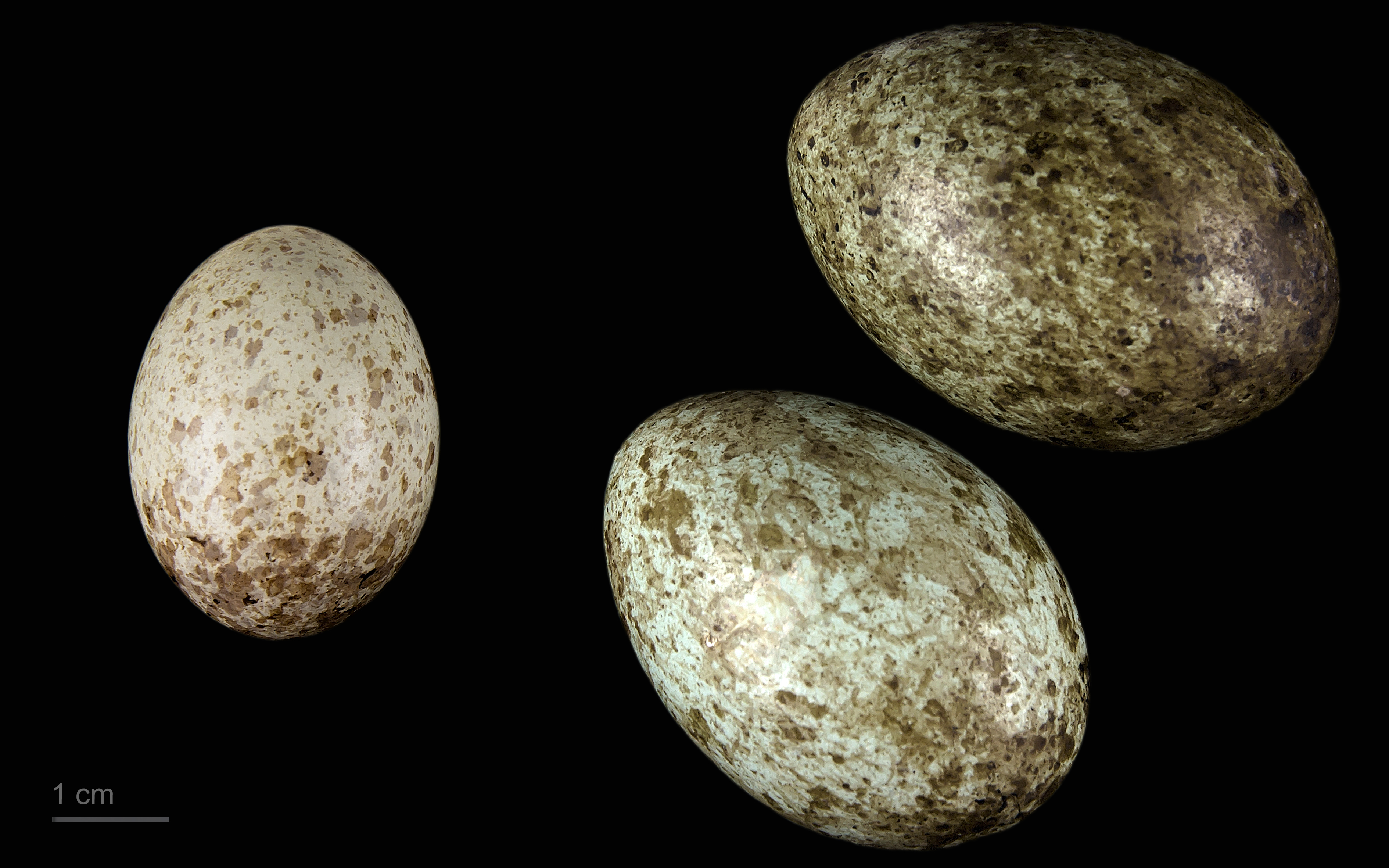
Яйця Clamator glandarius та Corvus cornix — Тулузький музей

У гніздовий сезон, птахи знаходять собі пару та займають домашні ділянки. Гніздо сіра ворона будує на початку квітня. Вороняче гніздо є чашоподібною побудовою, зазвичай розташоване в розвилці товстих гілок у кроні високих дерев, складене з дрібних гілочок і прутиків, стебел очерету, скріплених глиною та дерном. З середини гніздо ґава вистилає пір'ям, травою або вовною. Біля гнізда поводиться обережно і непомітно. Після обов'язкового ритуалу залицяння та парування, самиця відкладає 4-6 яєць блідо-зеленого або блакитнуватого забарвлення з бурими або сірими крапинками. Кладку насиджує тільки самиця, самець годує її в період насиджування. Через 30 днів вилуплюються пташенята, годують їх обоє батьків. Пташенята весь перший місяць сидять у гнізді, харчуючись тим, що принесуть батьки. Залишивши гніздо у віці 4-5 тижнів, молодь ще деякий час тримається біля батьків, вимагаючи їжу. Як правило, молоді птахи починають розмножуватись тільки у віці 4 років, хоча статево зрілими стають уже в 2 роки.

## Живлення
Їжа ворон дуже різноманітна: це рослинність (як насіння, так й самі рослини), комахи, пташенята інших птахів та їхні яйця, ящірки, дрібні гризуни, інші дрібні тварини; також ґава не гребує харчовими рештками, залишеними людьми.

## Галерея

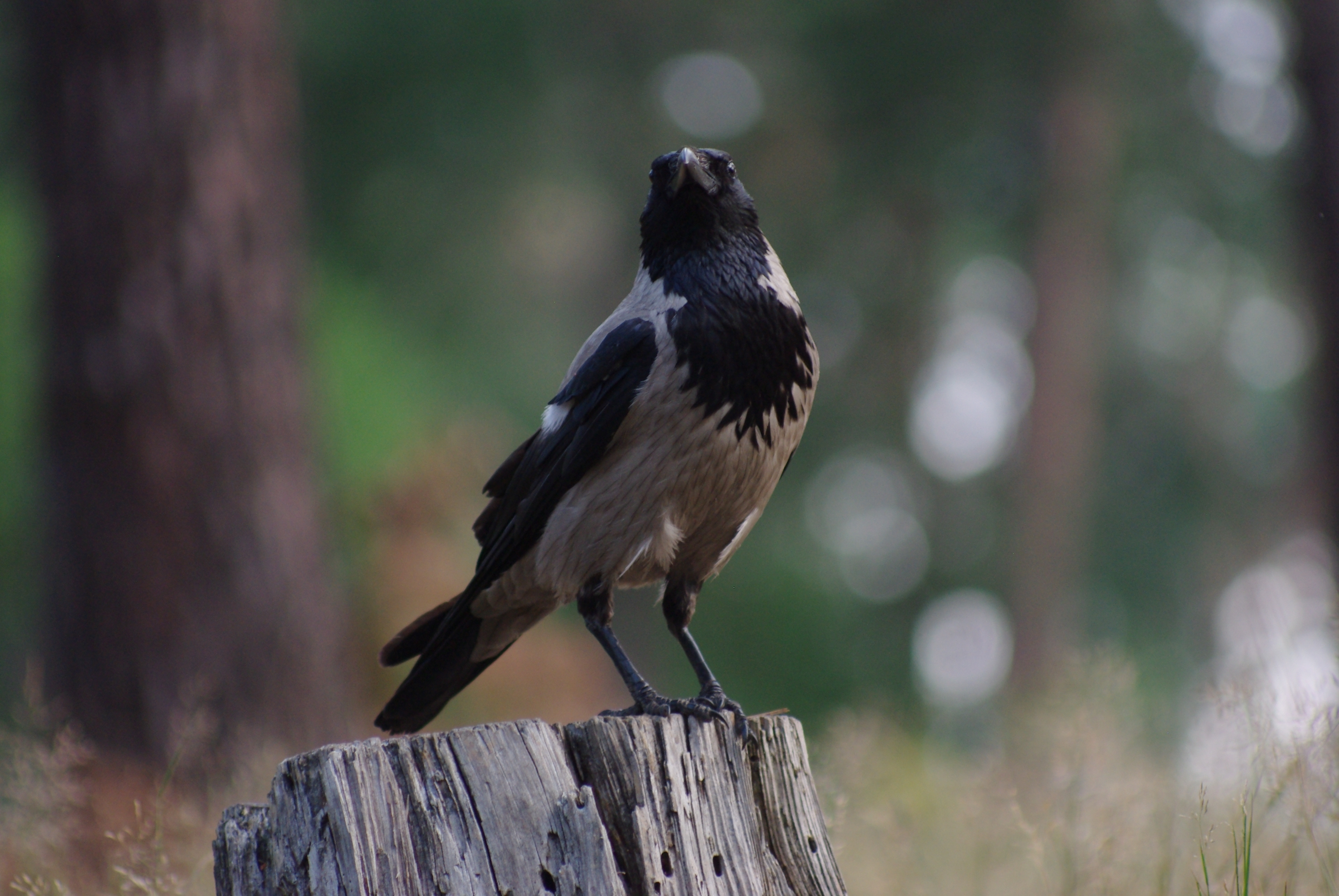
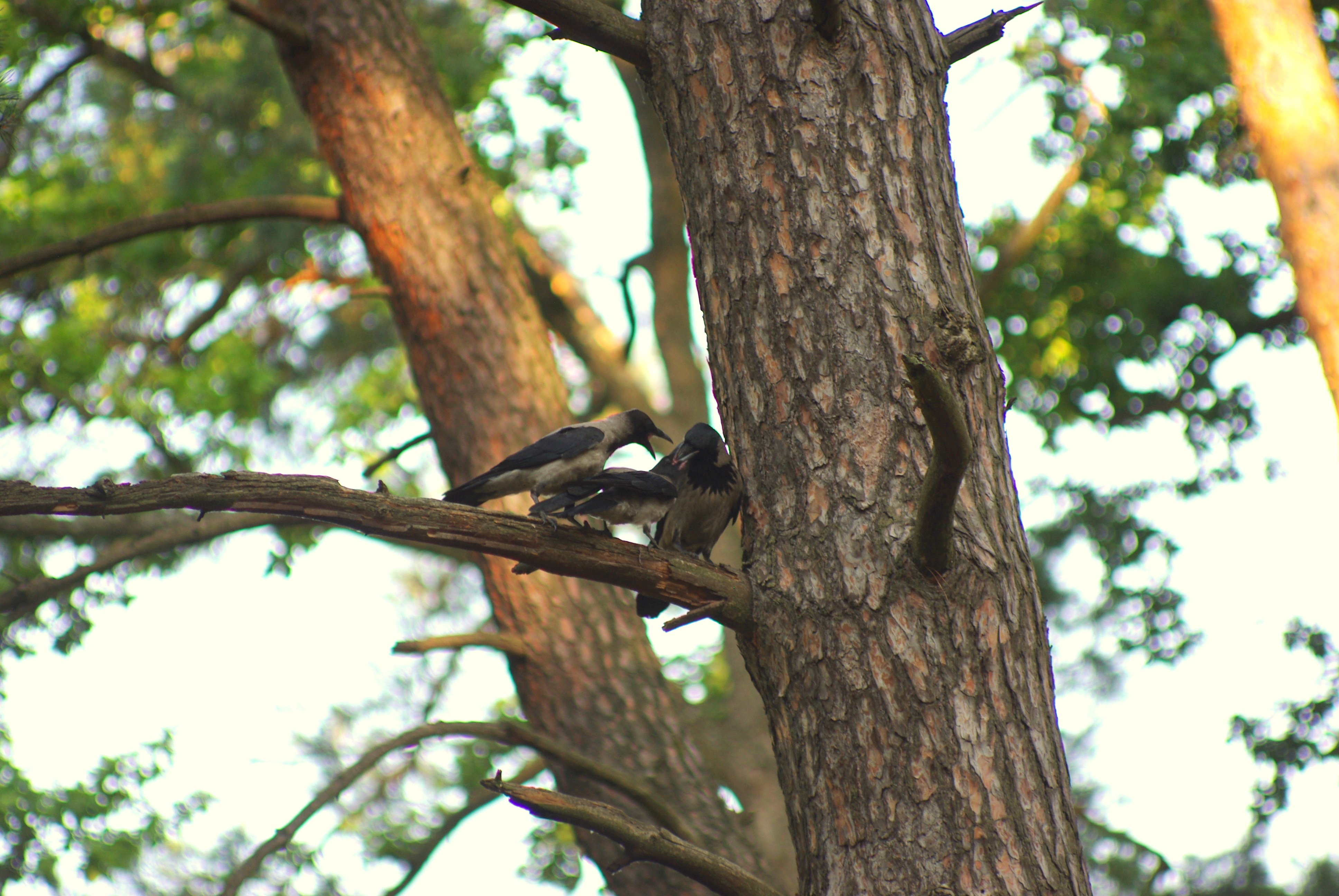